# Władysław Figielski
Władysław Marceli Figielski (ur. 6 czerwca 1889 w Soczewce, zm. 19 stycznia 1919 w Taszkencie) – polski działacz socjalistyczny i komunistyczny, przewodniczący Rady Komisarzy Ludowych Turkiestańskiej ASRR (1918–1919).

## Życiorys
Syn Damiana, oficjalisty w papierni. W latach 1901–1905 uczył się w gimnazjum w Płocku, gdzie był prymusem. W 1905 roku został wydalony za udział w strajku szkolnym. Później uczył się prywatnie, a następnie w nowo otwartym gimnazjum Polskiej Macierzy Szkolnej, w którym w 1909 roku zdał maturę. Podczas nauki zaprzyjaźnił się z Julianem Leszczyńskim-Leńskim, pod wpływem którego zainteresował się marksizmem. W latach 1909–1913 studiował na wydziale matematyczno-fizycznym Sorbony. Tam poznał Lenina. Studia ukończył z wyróżnieniem, otrzymał od prof. Henriego Poincarégo propozycję współpracy, której jednak nie przyjął i wrócił do kraju. W 1914 roku przeniósł się do Samarkandy, gdzie się nostryfikował i został nauczycielem w gimnazjum i nawiązał kontakt z grupą tamtejszych rewolucjonistów. W 1915 roku zmobilizowany do rosyjskiej armii, wkrótce jako niebezpieczny agitator został zwolniony pod pretekstem słabego wzroku i wrócił do pracy w samarkandzkim gimnazjum.
W grudniu 1917 uczestniczył w tworzeniu grupy nauczycieli-internacjonalistów będących zwolennikami władzy bolszewickiej, był aktywnym współorganizatorem i członkiem Samarkandzkiej Rady Delegatów Robotniczych i Żołnierskich, a od 11 grudnia 1917 roku komisarzem do spraw oświaty w Komitecie Wykonawczym Rad okręgu samarkandzkiego. Członek SDPRR(b), w kwietniu 1918 roku brał udział w zwołaniu zjazdu nauczycieli okręgu samarkandzkiego, był współautorem "internacjonalistycznych" deklaracji przyjętej przez ten zjazd. 25 czerwca 1918 roku został wybrany przewodniczącym Rady Delegatów Robotniczych, Chłopskich i Żołnierskich obwodu samarkandzkiego, od 23 października 1918 roku przewodniczący Rady Komisarzy Ludowych Turkiestańskiej ASRR, a od 4 listopada 1918 roku równocześnie przewodniczący Najwyższego Kolegium Wojskowego do Spraw Obrony Republiki. W grudniu 1918 roku brał udział w walkach z basmaczami pod Chanabadem. Rozstrzelany przez „białogwardzistów” w Taszkencie.

## Upamiętnienie
Jego imię nosiła otwarta 26 października 1978 Szkoła Podstawowa nr 3 w Płocku (8 grudnia 2004 szkole nadano imię Kornela Makuszyńskiego).
13 grudnia 2017 roku wojewoda mazowiecki Zdzisław Sipiera wydał zarządzenie zastępcze w sprawie zmiany dotychczasowej nazwy ulicy Władysława Figielskiego w Gostyninie na „Ppłk. Zygmunta Kostkiewicza”.